# Guech
Guech (ou Guesch) est une localité du Cameroun située dans le département du Logone-et-Chari et la Région de l'Extrême-Nord, au sud du lac Tchad, à la frontière avec le Tchad. Elle fait partie de la commune de Logone-Birni et du canton de Hinalé. On distingue parfois Guech I et Guech II.

## Population
Lors du recensement de 2005, 501 personnes ont été dénombrées à Guech I et 86 à Guech II. 